# Tentativi di restaurazione di Carlo IV d'Ungheria

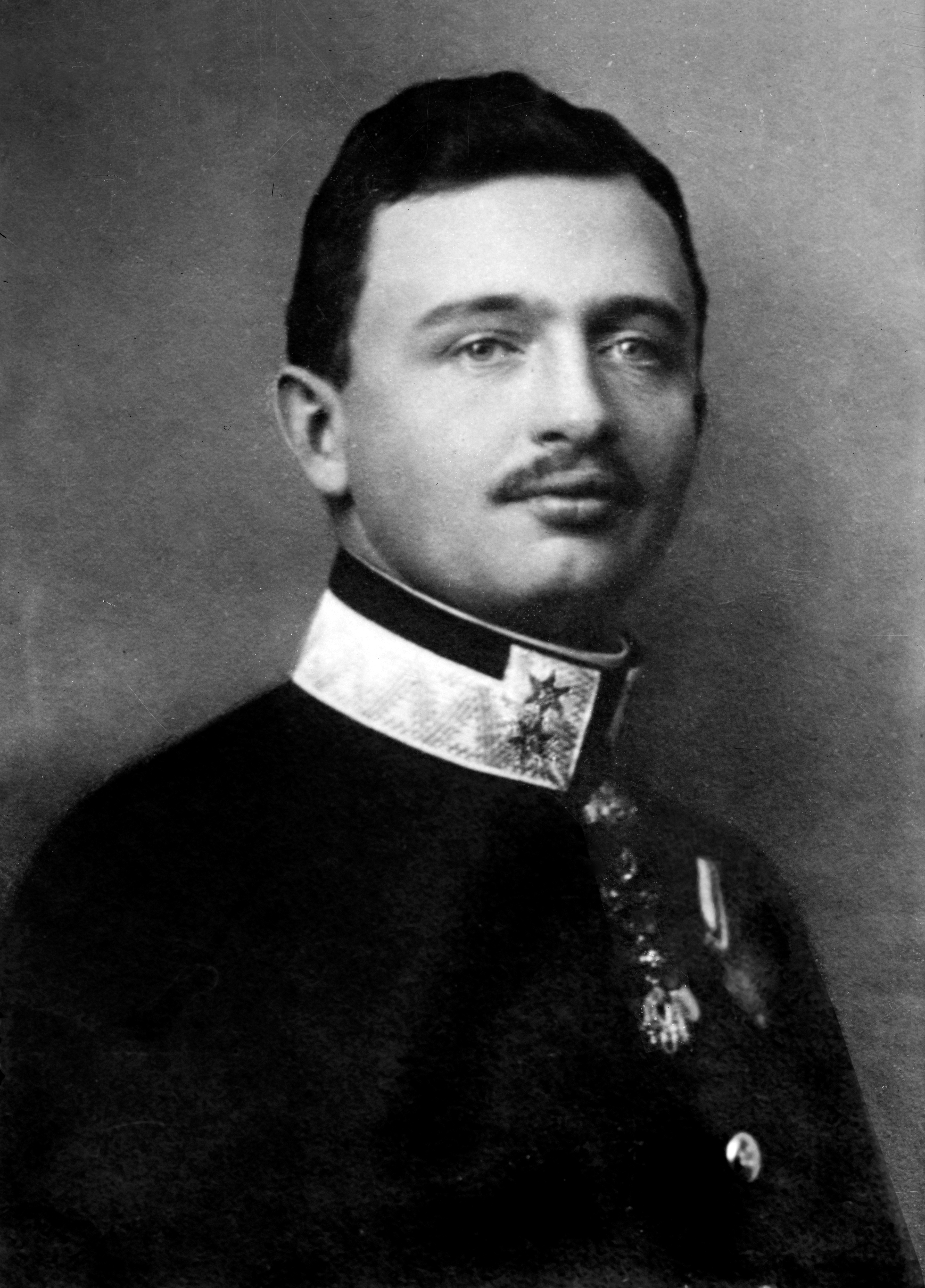
Carlo I d'Austria, regnante in Ungheria come Carlo IV.

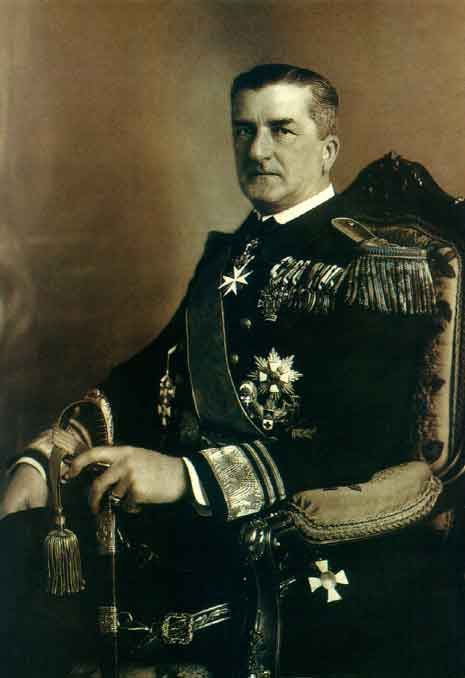
Il reggente Miklós Horthy.

Una delle conseguenze della prima guerra mondiale fu la dissoluzione dell'Impero austro-ungarico: gli Asburgo furono allontanati dal trono, mandati in esilio ed i territori posti un tempo sotto il loro dominio divennero Stati indipendenti o ceduti alle nazioni vincitrici.
L'Ungheria, nel primo dopoguerra, attraversò un periodo di forte instabilità politica, segnato da tentativi di instaurare un regime socialista o comunista. Alla fine il Paese riuscì a stabilizzarsi rimanendo formalmente un regno, il cui capo di Stato, anziché essere un re era un reggente, scelto nella persona di Miklós Horthy.
L'ultimo imperatore, Carlo I d'Austria, che aveva anche regnato in Ungheria come Carlo IV, cercò in due distinte occasioni di riconquistare il suo trono. Entrambi i tentativi si rivelarono, però, infruttuosi e portarono all'esilio finale dell'ex monarca, al consolidamento della reggenza e alla definitiva abolizione della dinastia degli Asburgo in Ungheria. I suoi tentativi sono anche chiamati rispettivamente "Primo" e "Secondo colpo di Stato reale" (in ungherese: első és második királypuccs).
Il primo tentativo, realizzato durante la Pasqua del 1921, fallì sul nascere per il rifiuto del reggente Miklós Horthy di cedere il potere a Carlo. Il 26 marzo 1921 Carlo era, infatti, rientrato in Ungheria dall'esilio, senza sostegno militare, sperando che bastasse la sua sola presenza a forzare la restaurazione della monarchia. L'ostilità dei paesi vicini e della Triplice intesa e la mancanza di un sufficiente sostegno da parte del popolo e dell'esercito, lo fecero desistere e dopo un paio di giorni tornò in Svizzera. Pare anzi che Horthy durante il colloquio avuto con Carlo, cercasse di convincerlo del profondo odio che serpeggiava tra la popolazione ungherese nei confronti del casato degli Asburgo.
Il secondo tentativo avvenne il 21 ottobre 1921. Questa volta Carlo tornò in Ungheria a capo di un contingente di soldati leali alla sua causa e marciò su Budapest. Raggiunta, senza particolari incidenti, la periferia della capitale, Carlo dovette però confrontarsi con i gruppi armati frettolosamente assemblati da Horthy e suoi seguaci, che riuscirono a sconfiggere le forze a lui leali, anche grazie al tradimento del generale Pál Hegedüs che le comandava. Fallito questo secondo colpo di Stato, l'ex sovrano fu tratto in arresto e consegnato alle nazioni dell'Intesa, che lo mandarono al suo esilio finale, assieme alla moglie, sull'isola portoghese di Madeira.

## Antefatti
Il 13 novembre 1918, Carlo, analogamente a quanto aveva già fatto due giorni prima in Austria, emise un proclama in cui rinunciava al suo diritto di prendere parte agli affari di stato ungheresi. Inoltre liberò i funzionari della metà ungherese dell'impero dal loro giuramento di lealtà nei suoi confronti. Sebbene queste affermazioni siano state interpretate come abdicazioni, Carlo evitò deliberatamente di usare quel termine nel caso in cui si fossero verificate le condizioni per un suo ritorno sul trono di una delle due nazioni.
Il 3 aprile del 1919, il governo austriaco di Karl Renner fece passare una legge con la quale esiliava i membri della Casa d'Asburgo dal territorio austriaco, confiscava i loro beni ed eliminava i diritti di nobiltà. La Cecoslovacchia aveva già preso simili provvedimenti ai primi di novembre del 1918, subito dopo la guerra.
Come condizione per concedere all'ex monarca il diritto di esilio, il governo svizzero chiese di scegliere una residenza lontana dal confine austriaco: nei cantoni più interni o nella parte occidentale del paese. Dopo diverse settimane di ricerche, a maggio la famiglia reale si stabilì a "villa Prangin", una grande casa di campagna su un terreno boscoso sulle rive del lago di Ginevra. Il 5 maggio del 1919 la coppia ebbe un figlio che chiamò Rodolfo, come il fondatore della dinastia.
L'ultimo Primo ministro ungherese di Carlo, Mihály Károlyi, approfittò della confusione creata dal deteriorarsi della situazione politica ungherese per proclamare la Repubblica Democratica di Ungheria, con se stesso come presidente provvisorio. L'occupazione alleata continuò a rendere insostenibile la situazione di Károlyi e nel marzo del 1919 fu espulso da una coalizione socialdemocratico-comunista che rese l'Ungheria una Repubblica sovietica. Sotto la guida del leader comunista Béla Kun, l'Ungheria divenne la seconda nazione comunista del mondo. Tuttavia, il duro regime di Kun alienò un gran numero di persone e fu rovesciato ad agosto. Alla fine, l'arciduca Giuseppe Augusto d'Asburgo-Lorena, già feldmaresciallo dell'esercito dell'Impero austro-ungarico e homo regius d'Ungheria, prese il potere diventando capo di stato, quando però manifestò il progetto di fungere da reggente in vista di una restaurazione sul trono di Carlo, venne costretto ad abbandonare l'incarico visto che gli Alleati si rifiutarono di riconoscerlo nella carica.
Infine, nel marzo del 1920, Miklós Horthy, l'ultimo comandante della marina austro-ungarica, fu nominato reggente d'Ungheria (battendo il conte Albert Apponyi per 121 voti a 7). Inizialmente Carlo riteneva che Horthy gli fosse fedele. Quando però questi richiese un giuramento di fedeltà alla sua persona agli ufficiali dell'esercito l'ex monarca ebbe dei dubbi sulla vera posizione di Horthy.

## Crisi di Pasqua
Il primo tentativo di colpo di stato del re ebbe luogo il 26 marzo 1921. Era il sabato santo quell'anno: era in corso una seduta della Dieta, il corpo diplomatico era lontano dal paese e il reggente Miklós Horthy aveva programmato una vacanza tranquilla con la sua famiglia nel palazzo reale. Carlo, ispirato dai suggerimenti del suo entourage svizzero e fiducioso nelle promesse di certi circoli realisti europei, approfittò di questa calma. Nonostante gli avvertimenti di molti dei suoi sostenitori e dello stesso Horthy che non era il momento giusto per tornare sul trono, era ottimista, credendo che la semplice notizia della sua ricomparsa e la volontà di Horthy di consegnare il potere avrebbe ravvivato l'amore degli ungheresi per il loro re. Le sue trattative segrete con il primo ministro francese Aristide Briand lo portò ad aspettarsi il sostegno francese se avesse avuto successo e nessun intervento armato da parte dei paesi vicini.
A quel tempo, la Dieta ungherese era dominata da due partiti monarchici di destra, l'Unione cristiana e il Partito dei piccoli proprietari. La differenza era che la maggior parte dei membri dell'Unione Cristiana erano legittimisti, considerando Carlo come il legittimo re dell'Ungheria e favorendo la sua restaurazione al potere. La maggior parte dei piccoli proprietari erano elettori che ritenevano che gli ungheresi fossero ora liberi di scegliere come re chiunque desiderassero.
Senza baffi e con un passaporto spagnolo contraffatto, Carlo lasciò la sua villa svizzera e arrivò inosservato a Szombathely il 26 marzo. Da lì si diresse verso il palazzo del conte János Mikes, un importante legittimista. La notizia si diffuse rapidamente tra i legittimisti locali e nelle prime ore del 27 marzo Carlo creò un piccolo consiglio privato comprendente anche József Vass, ministro dell'istruzione di Horthy e il colonnello Antal Lehár. Quest'ultimo mise se stesso e i suoi soldati a disposizione di Carlo, ma lo avvertì di importanti rischi militari. Carlo accettò di convocare il primo ministro, il conte Pál Teleki, che si trovava nelle vicinanze, per le trattative. Questi, svegliato alle 2:00 del mattino, mormorò: "Troppo presto, troppo presto" prima di Carlo e lo spinse a tornare, sottolineando che altrimenti sarebbe scoppiata la guerra civile e la Piccola Intesa sarebbe intervenuta. Alla fine fu deciso che Carlo doveva incontrare Horthy. Teleki partì in macchina per Budapest alle 6.30 del mattino, con Carlo dopo un'ora più tardi. L'auto di Teleki arrivò molto più tardi nel corso della giornata, avendo sbagliato una svolta; alcuni sospettano che la "svolta sbagliata" sia stata un pretesto di Teleki per non rimanere coinvolto. L'ipotesi è avvalorata dal fatto che la strada tra Szombathely e Budapest era praticamente dritta.
Carlo arrivò al palazzo completamente senza preavviso nel primo pomeriggio del 27. Horthy era seduto e stava consumando la cena di Pasqua con sua moglie. L'aiutante di campo di Horthy cercò di trascinarlo via dal tavolo, ma la moglie del reggente, Magdolna insistette che a suo marito fosse concesso almeno di finire la zuppa in pace. Horthy poi si ritirò e, non avendo il tempo di telefonare ai suoi consiglieri, si prese in carico la situazione. Dopo pochi minuti abbracciò Carlo e lo condusse nel suo ufficio personale. Seguì una discussione emotiva di due ore che in seguito Horthy descrisse come "i momenti più difficili della mia intera vita" e un'esperienza "profondamente odiosa". Carlo ringraziò Horthy per il suo servizio come reggente ma disse che era giunto il momento di "consegnare il potere". Horthy rispose: "Questo è un disastro: in nome di Dio, Vostra Maestà deve partire immediatamente e tornare in Svizzera, prima che sia troppo tardi e le Potenze apprendano della vostra presenza a Budapest". Carlo disse che aveva "bruciato i ponti", e parlando in tedesco, trascorse il resto della riunione usando numerosi argomenti per abbattere la resistenza agitata di Horthy. Ricordò al reggente il suo lacrimoso impegno di lealtà fatto a Palazzo di Schönbrunn nel novembre del 1918 e il giuramento di obbedienza al sovrano asburgico dal quale non era mai stato liberato. Horthy gli ricordò che di recente aveva prestato giuramento alla nazione ungherese. Scioccato dalla recalcitranza dell'ammiraglio, Carlo alla fine disse: "Mi attengo alla mia posizione: ti darò cinque minuti per pensarci su". Durante questa interruzione, Horthy si ricompose, Carlo sembrava infatti esausto, e ribadì la sua paura di una guerra civile e il fatto di essere scettico sulla rivendicazione secondo cui Carlo aveva le garanzie di sostegno da parte di Briand.
Venne raggiunta una tregua provvisoria di tre settimane che entrambi gli uomini interpretarono in modo diverso. Horthy si aspettava che Carlo lasciasse l'Ungheria e marciasse su Vienna o si ritirasse in Svizzera. Carlo suppose che, indipendentemente dal fatto che avesse o meno invaso l'Austria, Horthy avrebbe cercato di facilitare il suo restauro entro tre settimane. Lasciando la residenza da una porta sul retro e prendendo freddo (non gli fu dato nessun cappotto), Carlo fu condotto a Szombathely mentre Horthy trascorreva la serata a raccontare l'incontro in modo sempre più drammatico. Nei giorni successivi, entrambi gli uomini rimasero saldi nelle proprie posizioni, ma quella di Carlo cominciò ad essere in pericolo. Il 28 marzo, gli inviati cecoslovacchi e jugoslavi dichiararono che un restauro sarebbe stato considerato un casus belli. Il 1 ° aprile la Dieta, con l'astensione dei legittimisti, approvò una risoluzione unanime che elogiava la condotta di Horthy, approvava lo status quo e chiedeva l'arresto di Carlo. Horthy rifiutò categoricamente l'ultima richiesta. Entro il 3 aprile Briand negò pubblicamente che fosse stato fatto alcun accordo. Con l'esercito ancora fedele a Horthy, Carlo partì con riluttanza in treno il 5 aprile, raggiungendo il palazzo di Hertenstein il giorno dopo. Un suo proclama nel quale si definiva il legittimo sovrano dell'Ungheria apparve sui giornali ungheresi il 7 aprile. Il governo svizzero pose limiti più restrittivi alla sua attività politica.
Carlo lasciò l'Ungheria con una profonda antipatia nei confronti di Horthy, persistendo nella sua convinzione che le grandi potenze non si sarebbero opposte a una restaurazione e che (nonostante il voto in Parlamento), il popolo ungherese desiderava davvero il suo ritorno. In realtà però, nessuna dimostrazione di sostegno si verificò in Ungheria durante la "Crisi pasquale", tranne che su piccola scala nelle contee occidentali, tradizionalmente monarchiche. Mentre veniva trattato con rispetto a Szombathely, gli ufficiali vacillavano nel loro sostegno e la gente generalmente lo trattava con indifferenza. Teleki, scosso e gravemente danneggiato, si dimise il 6 aprile e Horthy otto giorni dopo chiamò a succedergli il conte István Bethlen.

## Interludio
Al suo ritorno in Svizzera, il governo del paese rese più difficile le sue condizioni per dargli asilo che, in ogni caso, doveva essere temporaneo. All'inizio di maggio, la famiglia si trasferì nel palazzo di Hertenstein. Horthy mantenne il suo atteggiamento ambiguo verso l'ex imperatore.
A giugno i legittimisti, intuendo che il governo non stava compiendo alcuna azione reale per riportare Carlo sul trono, lanciarono un'importante offensiva contro Horthy e Bethlen (un legittimista che capì che all'epoca non c'era possibilità di restaurare la monarchia). Miravano a minare il prestigio di Horthy, indebolire il suo potere e creare condizioni favorevoli per il ritorno di Carlo. In risposta, Horthy e István Bethlen iniziarono discussioni segrete con i leader legittimisti all'inizio di agosto, preferendo trattare con loro piuttosto che con la fazione dei Piccoli proprietari di István Szabó de Nagyatád. In linea di principio, già ad agosto, il governo iniziò a preparare il ritorno di Carlo: per esempio, alla fine di quel mese il ministro ungherese a Parigi informò i leader del ministero degli Esteri francese che il suo ritorno era inevitabile a causa dell'orientamento dell'opinione pubblica.
All'inizio di agosto, un inviato di Carlo riuscì a reclutare due piloti ungheresi che dovevano riportarlo in Ungheria. Alla fine del mese, fu trovato l'aereo che doveva trasportarlo, un Junkers F 13 con un solo motore custodito nell'aeroporto di Dübendorf, fuori Zurigo.
Sebbene desiderasse ritardare il suo ritorno in Ungheria fino alla primavera dell'anno successivo, le epurazioni dei suoi sostenitori in Ungheria - sia nell'esercito che nell'amministrazione - lo persuasero a tornare. La data di ritorno venne decisa una volta saputo che l'unità Ostenburg, trasferita a Sopron per una disputa con l'Austria per il controllo del territorio, sarebbe stata trasferita a Budapest e sciolta il 23 ottobre del 1921. Carlo decise di apparire in Ungheria nella stessa data.

## Marcia su Budapest
Il 21 ottobre, Bethlen, avendo raggiunto un accordo con il leader legittimista Andrássy, fece un discorso inopportuno per moderare l'aristocrazia legittimista a Pécs, dichiarando che "l'esercizio del potere reale non è solo un diritto ma una necessità", che la dichiarazione di Carlo del novembre del 1918, nella quale dichiarava di lasciare la partecipazione alla conduzione degli affari di stato, era stata resa sotto costrizione ed era quindi invalida; infine, che avrebbe iniziato i negoziati con le Grandi Potenze nel "momento opportuno" per convincerli ad accettare una restaurazione della monarchia asburgica. Tuttavia, denunciò i tentativi di ripristinare Carlo con la forza.
Il giorno precedente, dopo aver dettato la sua volontà, Carlo fece un temerario volo - il motore dell'aereo smise di funzionare più volte - dall'aeroporto di Dübendorf a bordo di un monoplano Ad Astra Aero Junkers F 13, atterrando di nascosto nell'Ungheria occidentale. Il 23 ottobre era programmato il plebiscito del trattato di Versailles nel Burgenland. La popolazione era chiamata a scegliere se far parte dell'Austria o dell'Ungheria. A metà ottobre il colonnello Lehár, il conte Gyula Ostenburg-Moravek e altri ufficiali legittimisti avevano deciso di approfittare della situazione di tensione, inviando a Carlo un messaggio che avrebbe dovuto cercare di prendere il potere prima del 23 ottobre. Essi scrissero: "La situazione politica interna è tale che quando Sua Maestà entrerà a Budapest non c'è da aspettarsi alcuna opposizione, al contrario, il restauro sarà accolto ovunque con giubilo". Non comunicarono che alcuni dei più importanti legittimisti dell'Ungheria non avevano alcuna conoscenza del piano. Carlo pensava che questo fosse il tanto atteso grido di aiuto da parte della nazione ungherese, dichiarando: "Gli ungheresi hanno bisogno di me". Era pronto a prendere il potere con la forza, supponendo che la Piccola Intesa non potesse attaccare entro un giorno o due.
Dopo essere atterrato su un campo appartenente al legittimista conte József Cziráky, nel villaggio di Dénesfa, Carlo si diresse rapidamente verso Sopron. Non avendo intenzione di cercare un compromesso con Horthy, il cui gabinetto considerava illegittimo, formò un governo provvisorio, così composto:
- Primo ministro: István Rakovszky;
- Ministro degli Interni: Ödön Beniczky;
- Ministro degli affari esteri: conte Gyula Andrássy, molto scettico e scoraggiato ma rispettoso;
- Ministro delle finanze e dell'industria: Gusztáv Gratz;
- Ministro della difesa: barone Antal Lehár;
- Ministro della pubblica istruzione: conte Albert Apponyi.

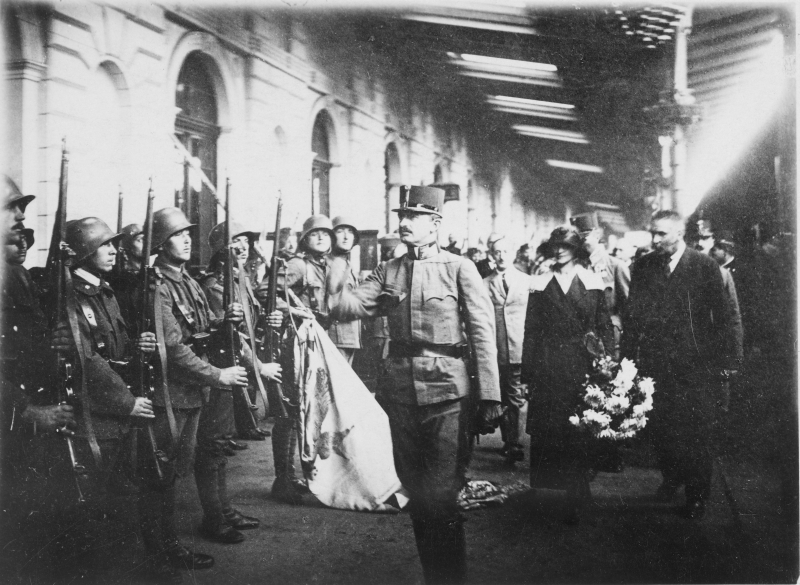
Carlo, con Zita dietro di lui, passa in rassegna una guardia d'onore nella stazione di Győr il 21 ottobre 1921.

Nel pomeriggio del 21 ottobre, mentre Bethlen stava parlando, un gruppo di treni corazzati venne equipaggiato a Sopron. Questa armata reale era sorvegliata dalle truppe di Ostenburg, a quanto pare era stato detto che era scoppiata a Budapest una rivolta comunista e che Horthy aveva chiesto l'aiuto di Carlo per ristabilire l'ordine. In una commovente cerimonia di gruppo, il battaglione rese il tradizionale giuramento di lealtà di Honvéd a "Carlo d'Asburgo, re d'Ungheria e re di Boemia". In partenza per Budapest, a circa 190 chilometri di distanza, a tarda mattinata, l'armata procedette più come un'escursione cerimoniale in campagna che come un'incessante avanzata militare, fermandosi in ogni stazione di villaggio per fare in modo che il presidio locale e i funzionari pubblici prestassero giuramento di lealtà e per consentire ai gruppi di lealisti di cantare "Lunga vita al re!" e rendere omaggio alla coppia reale. Ci vollero dieci ore per fare gli 80 chilometri che separano Sopron e Győr, un ritardo che permise a Horthy di riorganizzarsi.
Un rapporto raggiunse Horthy in ritardo il 21 ottobre; egli era scioccato dal fatto che Lehár e Ostenburg lo avessero tradito. Bethlen presiedette una riunione di gabinetto il mattino seguente alle 9:30 e lì comunicò la sua decisione di usare la forza se necessario. Horthy fece un proclama militare nel quale affermava che avrebbe mantenuto il potere e preteso la lealtà dal suo esercito. Molti ufficiali, specialmente quelli più anziani, preferivano una strategia di temporeggiamento e la maggior parte di coloro le cui unità erano di stanza lungo il percorso dell'armata reale ritenevano impossibile (o inopportuno) non essere leali a Carlo. Gli ufficiali e i soldati della guarnigione di Győr prestarono giuramento di lealtà nello stesso momento in cui Horthy stava facendo il suo proclama. Anche Komárom capitolò più tardi nello stesso giorno. I più alti ufficiali militari di Budapest erano riluttanti ad assumere il comando delle forze governative e molti declinarono l'incarico. Inoltre, dei dodici comandanti di battaglioni fuori Budapest, solo due riferirono che potevano raggiungere la città pronti per il combattimento entro il 23 e la guarnigione di Budapest era sospettata di inaffidabilità. Le potenze dell'Intesa riaffermarono la loro opposizione a una restaurazione, mentre i ministri cecoslovacco, jugoslavo e rumeno dichiararono che tale mossa sarebbe stata considerata come un casus belli. Horthy inviò una lettera a Carlo, pregandolo di arrendersi ma quest'ultimo non la lesse nemmeno. Gyula Gömbös riuscì comunque a riunire un battaglione di circa 400-500 volontari scarsamente equipaggiati (molti erano studenti dell'Università Loránd Eötvös di Budapest) da utilizzare per sostenere l'esercito.
La mattina del 23 ottobre, l'Ungheria sembrava sull'orlo della guerra civile. L'esercito di Carlo era alla periferia di Budapest, a 30 chilometri di strada libera dalla stazione ferroviaria suburbana di Kelenföld. Nella capitale venne proclamata la legge marziale, mentre la Cecoslovacchia si stava mobilitando. L'inviato britannico Thomas Hohler inviò un telegramma a Londra affermando che "tutto è perduto", anticipando l'ingresso di Carlo a Budapest quel pomeriggio. Horthy ricevette la notizia che se i legittimisti avessero lanciato un attacco, la difesa sarebbe crollata.
La prima indicazione di un cambio di eventi arrivò alle 9:00 del mattino, quando il generale legittimista Pál Hegedűs arrivò alla stazione di Kelenfold. Egli fu persuaso a vedere Horthy e Bethlen di persona. Quest'ultimo denunciò la "folle impresa" di Carlo, mentre Hohler informò Hegedűs che la Gran Bretagna "non riconoscerebbe mai Carlo e non permetterebbe mai il ritorno di un Asburgo". Avvertirono che Budapest, se presa da truppe reali, sarebbe stata occupata dai cechi entro una settimana. Hegedűs, che si era fidato della rassicurazione di Carlo che le grandi potenze lo appoggiavano, negò di essere suo alleato e si offrì di mediare un armistizio.
Dopo l'incontro con il generale, Horthy andò alla stazione di Gömbös, sorvegliato da una forza in gran parte di volontari. Con un trascinante discorso, esortò le truppe a mantenere la loro posizione, altrimenti l'Austria-Ungheria sarebbe rinata e la nazione magiara sarebbe tornata subordinata all'elemento tedesco. Gömbös li esortò a combattere, sostenendo che l'esercito di Carlo consisteva principalmente in "avventurieri austriaci e cechi".
Poco prima di mezzogiorno, un contingente avanzato dell'esercito di Ostenburg fu colpito mentre si avvicinava alla stazione. Nell'unico significativo scontro militare del tentativo di restaurazione, quattordici uomini delle truppe governative e cinque di Ostenburg furono uccisi nella battaglia di Budaörs (un villaggio vicino alla capitale). La notizia dello scontro, pur conclusosi con una vittoria governativa, galvanizzò gli ufficiali dell'ex re; la guerra civile era ora possibile.
A mezzogiorno del 23 ottobre, la marea stava chiaramente cambiando in direzione di Horthy, e il reggente cominciò a riguadagnare la sua fiducia. Quel pomeriggio, mentre Hegedűs tornava al quartier generale militare reale appena ad est di Kelenföld, anche l'umore nel corpo degli ufficiali ungheresi mutò in direzione più favorevole a Horthy. Ulteriore aggiunta alla loro disillusione fu il fatto che molti credevano che Horthy avrebbe accolto il ritorno di Carlo e che la marcia era in gran parte cerimoniale. Vedendo che Horthy era determinato a resistere, Carlo accettò a malincuore di negoziare l'armistizio, organizzando una tregua fino al mattino seguente.
I colloqui iniziarono a Biatorbágy alle 8:00 del 24 ottobre, momento in cui Horthy aveva un vantaggio militare decisivo. Furono poste dure condizioni. Carlo venne costretto ad ordinare alle sue truppe di deporre le armi e a consegnare tutto il materiale bellico. La sua sicurezza sarebbe stata garantita solo se avesse abdicato per iscritto. In cambio tutti i sostenitori del restauro, "ad eccezione di agitatori e capi", sarebbero stati amnistiati. Mentre Carlo leggeva questi termini risuonò uno sparo e un proiettile vagante colpì il treno reale; fu rapidamente spinto al sicuro nel treno, che iniziò a muoversi verso ovest. L'indignato Lehár e Ostenburg chiamarono una "ultima resistenza" e una "lotta all'ultima goccia di sangue", ma Carlo, rassegnato, ordinò al treno di fermarsi e dalla sua finestra urlò: "Lehár! Ostenburg! Fermati e torna indietro ecco, proibisco altri combattimenti! È tutto abbastanza insensato ora".
Il governo si mosse deciso per ripristinare l'ordine interno e disinnescare la crescente crisi internazionale. Prominenti legittimisti come il conte Sigray, il conte Andrássy e Gusztáv Gratz furono arrestati. Il re e la regina, temporaneamente protetti nella tenuta del conte Móric Esterházy, furono arrestati a Tata e posti sotto custodia militare in un monastero di Tihany. Carlo accondiscese a tutte le richieste eccetto a quella di abdicare al trono.
Nonostante la chiara vittoria del governo, la Cecoslovacchia e il Regno dei Serbi, Croati e Sloveni si rifiutarono di smobilitare le divisioni dell'esercito che stavano schierando ai confini con l'Ungheria. Il 29 ottobre, Edvard Beneš, ministro degli Esteri cecoslovacco, sperando di sfruttare la situazione, presentò un ultimatum in cui minacciava un'invasione se gli Asburgo non fossero stati detronizzati. L'Ungheria non dimostrò la volontà di risarcire Praga per la sua mobilitazione di truppe. Horthy pensava che fosse oltraggioso, anche se Hohler lo aveva dissuaso dal mobilitare il suo esercito per resistere all'invasione. Il 1º novembre, quando un'invasione sembrava imminente, Bethlen informò Hohler che l'Ungheria si era posta interamente nelle mani delle grandi potenze e si sarebbe conformata alle loro decisioni. Diede assicurazioni che sarebbe stata approvata una legislazione che escludesse gli Asburgo, e Horthy esortò i suoi ufficiali che tutti gli insorti avrebbero dovuto essere evacuati dall'Ungheria occidentale, altrimenti lo avrebbe fatto lui stesso.

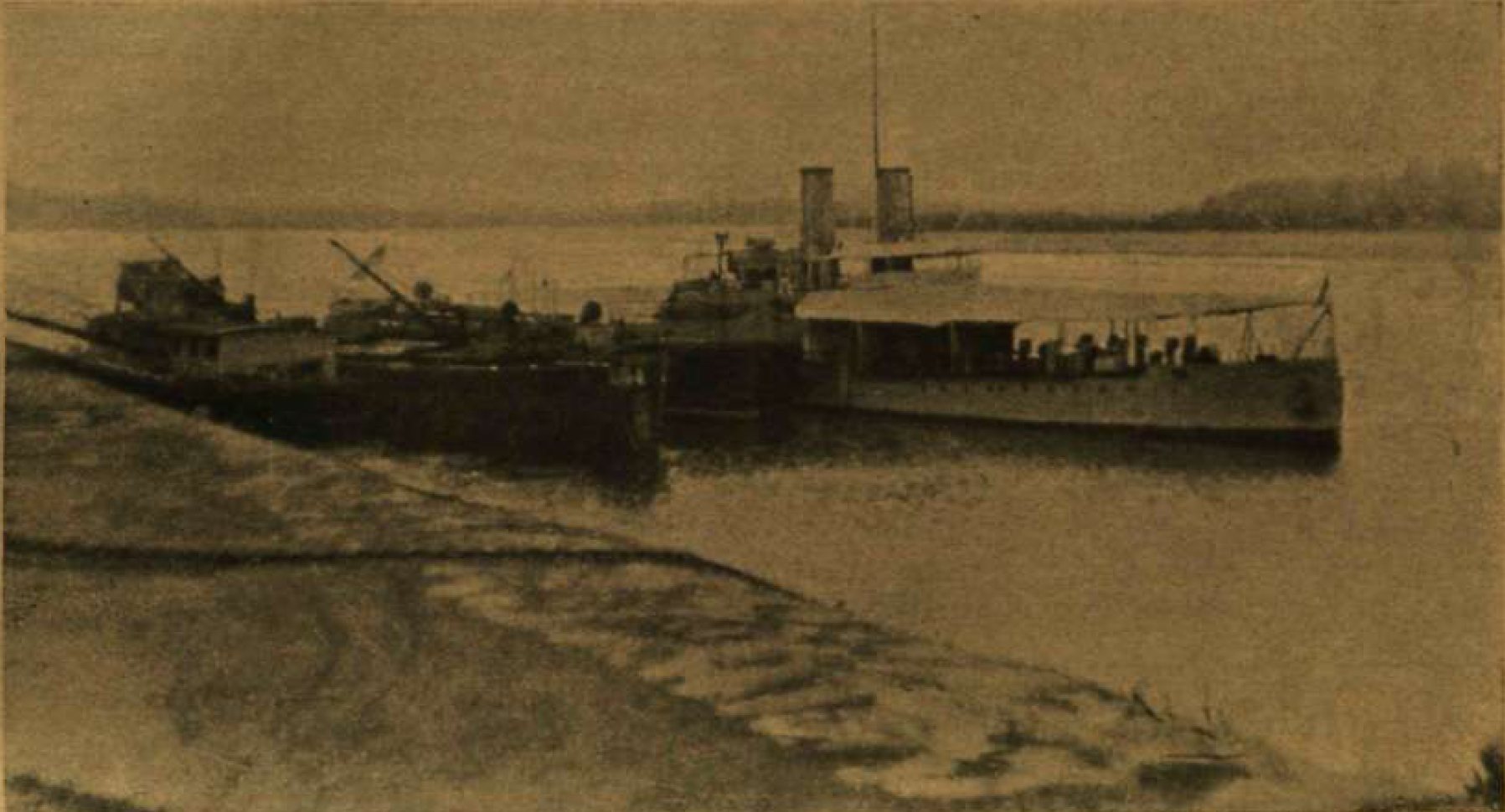
La HMS Glowworm ancorata nel porto fluviale di Baja.

La manovra di Bethlen, la supplica di Horthy, la partenza di Carlo e Zita il 1º novembre e i severi avvertimenti britannici e francesi a Edvard Beneš disinnescarono la crisi. Il 3 novembre, ore dopo che una nave da guerra britannica, l'HMS Glowworm, aveva lasciato le acque ungheresi con la famiglia reale a bordo, Bethlen presentò al Parlamento un disegno di legge che avrebbe annullato la Prammatica Sanzione del 1713. Passato il 6 novembre, questo in sostanza detronizzò la dinastia degli Asburgo, anche se l'Ungheria rimase una monarchia e un Asburgo teoricamente poteva eletto re in futuro. Carlo, portato a Galaţi, nel Regno di Romania, fu in seguito costretto all'esilio a Madeira. Distrutto dal suo fallimento, la sua salute peggiorò di mese in mese fino alla sua morte, avvenuta il 1º aprile 1922 per una polmonite. Era chiaro che suo figlio ed erede Otto, di dieci anni, non avrebbe svolto un ruolo politico attivo per anni, e il movimento monarchico ungherese non recuperò mai l'influenza che aveva precedentemente. Per la sorpresa di molti, però, Horthy partecipò a una messa commemorativa tenutosi per Carlo nella chiesa di Mattia a Budapest poco dopo.